# اریک فیلیا
اریک فیلیا (انگلیسی: Eric Filia؛ زادهٔ ۶ ژوئیهٔ ۱۹۹۲) بازیکن بیس‌بال اهل ایالات متحده آمریکا است.
وی در مسابقات کشوری و بین‌المللی در مجموع برندهٔ ۱ مدال نقره شده‌است.